# Denuvo
A Denuvo Anti-Tamper vagy Denuvo hamisításgátló technológia, melyet a Sony DADC DigitalWorks vezetői kivásárlásával létrehozott osztrák Denuvo Software Solutions GmbH fejlesztett.

## Technológia
A korai jelentések szerint a Denuvo Anti-Tamper „folyamatosan kódolja és dekódolja magát, így lehetetlen feltörni azt”, bár a Watch Dogs 2 és a Far Cry Primal nevezetű játékot sikeresen feltörték, amely szintén Denuvo védelemmel van ellátva. A Denuvo Software Solutions szerint a technológia „nem kódol és dekódol semmiféle adatot folyamatosan a háttértáron. Ez nem járna előnnyel sem a biztonság sem a teljesítmény tekintetében.” A vállalat nem fedte fel, hogy hogyan működik a Denuvo Anti-Tamper. A 3DM kínai warezcsoport 2014. december 1-jén bejelentette, hogy feltörték a Denuvo Anti-Tampert. A csoport szerint a technológia „64 bites kódológépet” alkalmaz, mely minden telepített rendszeren bizonyos hardverelemekhez kötött egyedi kriptográfiai kulcsokat generál.
Később, december elején a csoport közzétett egy cracket a Dragon Age: Inquisition című videójátékhoz, mely a Denuvo Anti-Tamperrel védi az Electronic Arts Origin DRM-ét. Erre közel egy hónappal a játék megjelenése után került sor, ami a számítógépes játékok között szokatlanul hosszú időnek számít. A Denuvo a reakciójában elismerte, hogy „előbb vagy utóbb minden játékot fel fognak törni”. Az Ars Technica szerint a nagyobb játékok eladásának jelentős hányada a megjelenés utáni első 30 napban történik, így a kiadók sikerként könyvelhetik el a Denuvót, ha amiatt azok feltörése ennél sokkal tovább tart.
A Denuvo által védett játékok minden egyes hardverváltozás után internetes újra-aktiválást igényelnek. A Denuvo 24 óránként maximum 4 aktiválást enged meg.
2016 januárjában a 3DM a feladattal járó nehézségekre hivatkozva csaknem feladta a Denuvóval védett Just Cause 3 feltörését. Arra is felhívták a figyelmet, hogy a titkosítási technológia jelenlegi tendenciái szerint két éven belül a videójátékok feltörése lehetetlenné válhat. Thomas Goebl, a Denuvo értékesítési és marketingigazgatója bízik benne, hogy a technológia miatt bizonyos konzol-exkluzív címek személyi számítógépes kiadást is kapni fognak. Később a 3DM bejelentette, hogy 2016 februárjától egy teljes évre felhagy a Denuvo Anti-Tamper körüli kutatásaival, valamint az egyjátékos címek feltörésével, hogy megfigyelhessék, hogy egy ez idő alatt nő e Kínában a videójátékok eladásai.
2016 augusztusában egy Voksi nevű bolgár cracker megkerülte a Doom Denuvo-védelmét. A következő napokban számos másik Denuvóval védett játékhoz tettek közzé megkerüléseket. Ugyan a megkerülésekhez használt biztonsági rést három nap alatt befoltozták, azonban az első megkerülések közzététele után a Rise of the Tomb Raider és az Inside című videójátékokat a CONSPIR4CY warezcsoport teljesen feltörte a Denuvo-védelem sikeres emulálásával és a játékok további védelmének befoltozásával.

## Viták
Néhány vásárló szerint a Denuvo Anti-Tamper megrövidíti az SSD-k élettartamát, mivel az nagy mennyiségű adatot ír a meghajtóra. A Denuvo Software Solutions válaszában kifejtette, hogy a „Denuvo Anti-Tamper nem olvas vagy ír folyamatosan adatokat a háttértárra.”

## Denuvo-játékok listája
| Cím                                              | Kiadó                                  | Fejlesztő                   | Megjelenés | Forrás        | Feltörve?   |
| ------------------------------------------------ | -------------------------------------- | --------------------------- | ---------- | ------------- | ----------- |
| FIFA 15                                          | Electronic Arts                        | EA Canada                   | 2014-09-23 | [ 18 ]        | Igen        |
| Lords of the Fallen                              | CI Games                               | Deck 13                     | 2014-10-28 | [ 20 ]        | Igen        |
| Dragon Age: Inquisition                          | Electronic Arts                        | BioWare                     | 2014-11-18 | [ 22 ]        | Igen        |
| Battlefield: Hardline                            | Electronic Arts                        | Visceral Games              | 2015-03-17 | [ 24 ]        | Igen        |
| Batman: Arkham Knight                            | Warner Bros. Interactive Entertainment | Rocksteady Studios          | 2015-06-23 | [ 26 ]        | Igen        |
| Mad Max (csak a Windows-verzió)                  | Warner Bros. Interactive Entertainment | Avalanche Studios           | 2015-09-01 | [ 28 ]        | Igen        |
| Metal Gear Solid V: The Phantom Pain             | Konami                                 | Kojima Productions          | 2015-09-01 | [ 30 ]        | Igen        |
| FIFA 16                                          | Electronic Arts                        | EA Canada                   | 2015-09-22 | [ 32 ]        | Nem         |
| Might & Magic Heroes VII                         | Ubisoft                                | Limbic Entertainment        | 2015-09-29 | [ 33 ]        | Nem         |
| Might & Magic Heroes VII: Trial by Fire          | Ubisoft                                | Limbic Entertainment        | 2016-08-04 | [ 34 ]        | Nem         |
| Anno 2205 (a v1.3-es frissítésig)                | Ubisoft                                | Blue Byte                   | 2015-11-03 | [ 35 ]        | Nem         |
| Star Wars Battlefront                            | Electronic Arts                        | EA DICE                     | 2015-11-17 | [ 36 ]        | Nem         |
| Just Cause 3                                     | Square Enix                            | Avalanche Studios           | 2015-12-01 | [ 37 ]        | Igen        |
| Unravel                                          | Electronic Arts                        | Coldwood Interactive        | 2016-02-09 | [ 39 ]        | Nem         |
| Rise of the Tomb Raider                          | Square Enix                            | Crystal Dynamics            | 2016-01-28 | [ 40 ]        | Igen        |
| Rise Of The Tomb Raider 20 Years Celebration     | Square Enix                            | Crystal Dynamics            | 2016-10-11 |               | Igen        |
| Plants vs. Zombies: Garden Warfare 2             | Electronic Arts                        | PopCap Games                | 2016-02-23 | [ 42 ]        | Nem         |
| Far Cry Primal                                   | Ubisoft                                | Ubisoft Montreal            | 2016-03-01 |               | Igen        |
| Hitman                                           | Square Enix                            | IO Interactive              | 2016-03-11 | [ 43 ]        | Igen        |
| Need for Speed                                   | Electronic Arts                        | Ghost Games                 | 2016-03-15 | [ 44 ]        | Nem         |
| Eve: Gunjack                                     | CCP Games                              | CCP Games                   | 2016-03-28 | [ 45 ]        | Nem         |
| Adrift                                           | 505 Games                              | Three One Zero              | 2016-03-29 | [ 46 ]        | Igen        |
| The Climb                                        | Crytek                                 | Crytek                      | 2016-04-28 | [ 47 ]        | Nem         |
| Doom                                             | Bethesda Softworks                     | id Software                 | 2016-05-13 | [ 48 ]        | Igen        |
| Homefront: The Revolution                        | Deep Silver                            | Dambuster Studios           | 2016-05-17 | [ 50 ]        | Igen        |
| Total War: Warhammer (csak a Windows-verzió)     | Sega                                   | Creative Assembly           | 2016-05-24 | [ 51 ]        | Nem         |
| Edge of Nowhere                                  | Insomniac Games                        | Insomniac Games             | 2016-06-06 | [ 52 ]        | Nem         |
| Mirror’s Edge Catalyst                           | Electronic Arts                        | EA Digital Illusions CE     | 2016-06-07 | [ 53 ]        | Igen        |
| Sherlock Holmes: The Devil’s Daughter            | Bigben Interactive                     | Frogwares                   | 2016-06-10 | [ 55 ]        | Igen        |
| Inside (a 2016. november 23-i frissítésig)       | Playdead                               | Playdead                    | 2016-07-07 | [ 56 ]        | Igen        |
| Abzû                                             | 505 Games                              | Giant Squid Studios         | 2016-08-02 | [ 58 ]        | Igen        |
| F1 2016                                          | Codemasters                            | Codemasters                 | 2016-08-19 | [ 59 ]        | Nem         |
| Deus Ex: Mankind Divided (csak a Windows-verzió) | Square Enix                            | Eidos Montreal              | 2016-08-23 | [ 60 ]        | Igen        |
| Fernbus Simulator                                | Aerosoft GmbH                          | TML-Studios                 | 2016-08-25 | [ 62 ]        | Részlegesen |
| Champions of Anteria                             | Ubisoft                                | Ubisoft Blue Byte           | 2016-08-30 | [ 64 ]        | Igen        |
| God Eater Resurrection                           | Bandai Namco Entertainment             | Shift                       | 2016-08-30 | [ 65 ]        | Igen        |
| God Eater 2: Rage Burst                          | Bandai Namco Entertainment             | Shift                       | 2016-08-30 | [ 67 ]        | Igen        |
| Damaged Core                                     | High Voltage Software                  | High Voltage Software       | 2016-08-30 | [ 68 ]        | Nem         |
| Pro Evolution Soccer 2017                        | Konami                                 | PES Productions             | 2016-09-13 | [ 69 ]        | Igen        |
| FIFA 17                                          | Electronic Arts                        | EA Canada                   | 2016-09-27 | [ 71 ]        | Igen        |
| WRC 6                                            | Bigben Interactive                     | Kylotonn                    | 2016-10-14 | [ 72 ]        | Nem         |
| Battlefield 1                                    | Electronic Arts                        | EA Digital Illusions CE     | 2016-10-21 | [ 73 ]        | Igen        |
| Just Dance 2017                                  | Ubisoft                                | Ubisoft Paris               | 2016-10-25 | [ 75 ]        | Nem         |
| Titanfall 2                                      | Electronic Arts                        | Respawn Entertainment       | 2016-10-28 | [ 76 ] [ 77 ] | Nem         |
| Golfzon Driving Range                            | Golfzon                                | Golfzon                     | 2016-11-01 | [ 78 ]        | Nem         |
| Moto Racer 4                                     | Microids                               | Artefacts Studios           | 2016-11-03 | [ 79 ]        | Nem         |
| Football Manager 17                              | Sports Interactive                     | Sega                        | 2016-11-04 | [ 80 ]        | Nem         |
| Dragon Front                                     | High Voltage Software, Inc.            | High Voltage Software, Inc. | 2016-11-06 | [ 81 ]        | Nem         |
| Yesterday Origins                                | Microids                               | Pendulo Studios             | 2016-11-10 | [ 82 ]        | Igen        |
| Planet Coaster                                   | Frontier Developments                  | Frontier Developments       | 2016-11-17 | [ 84 ]        | Igen        |
| Dishonored 2                                     | Bethesda Softworks                     | Arkane Studios              | 2016-11-11 | [ 85 ]        | Igen        |
| Watch Dogs 2                                     | Ubisoft                                | Ubisoft Montreal            | 2016-11-29 | [ 86 ]        | Igen        |
| Steep                                            | Ubisoft                                | Ubisoft Annecy              | 2016-12-02 | [ 86 ]        | Nem         |
| Resident Evil 7: Biohazard                       | Capcom                                 | Capcom                      | 2017-01-24 |               | Igen        |
| For Honor                                        | Ubisoft                                | Ubisoft Montreal            | 2017-02-14 | [ 86 ]        | Nem         |
| Tom Clancy’s Ghost Recon Wildlands               | Ubisoft                                | Ubisoft Paris               | 2017-03-07 | [ 86 ]        | Nem         |
| South Park: The Fractured but Whole              | Ubisoft                                | South Park Digital Studios  | Q1_2017    | [ 86 ]        | Nem         |
| A Way Out                                        | Electronic Arts                        | Hazelight Studios           | 2018-03-23 | -             | Nem         |
| Resident Evil 8: Village                         | Capcom                                 | Capcom                      | 2021-05-07 | [ 89 ] [ 90 ] | Igen        |